# Зоур (Висконсин)
Зоур (енгл. Zoar) насељено је место без административног статуса у америчкој савезној држави Висконсин.

## Демографија
По попису из 2010. године број становника је 98, што је 26 (-21,0%) становника мање него 2000. године.
| Група             | 2000.    | 2010.    |
| Белци             | 5 (4,0%) | 1 (1,0%) |
| Афроамериканци    | 0 (0,0%) | 0 (0,0%) |
| Азијати           | 0 (0,0%) | 0 (0,0%) |
| Хиспаноамериканци | 5 (4,0%) | 0 (0,0%) |
| Укупно            | 124      | 98       |